# Peribaea hongkongensis
Peribaea hongkongensis är en tvåvingeart som beskrevs av Takuji Tachi och Hiroshi Shima 2002. Peribaea hongkongensis ingår i släktet Peribaea och familjen parasitflugor.
Artens utbredningsområde är Hongkong (Kina). Inga underarter finns listade i Catalogue of Life.